# José de Odriozola y Oñativia
José de Odriozola y Oñativia (Cestona, 9 de agosto de 1782 - Madrid, 13 de febrero de 1864) fue un militar español, miembro de la Real Academia de Ciencias Exactas, Físicas y Naturales.

## Biografía
Nació en Cestona en 1782, y aunque dedicado a la carrera militar en el arma de artillería, en la que llegó a ocupar los primeros puestos, no descuidó el estudio de las ciencias ni la
práctica de las artes. A los veinte años alcanzó en la Real Academia de San Fernando, en público concurso, el premio segundo de la primera clase por la pintura: la misma Academia le nombró en 4 de diciembre de 1814 su individuo de mérito, previos los ejercicios necesarios. Fue autor de un Tratado completo de matemáticas, una Memoria sobre la fabricación de las piedras de chispa, y otros trabajos científicos de importancia. En el momento de su fallecimiento, acaecido el 13 de febrero de 1864, dejó sin terminar su obra de Mecánica racional é industrial.

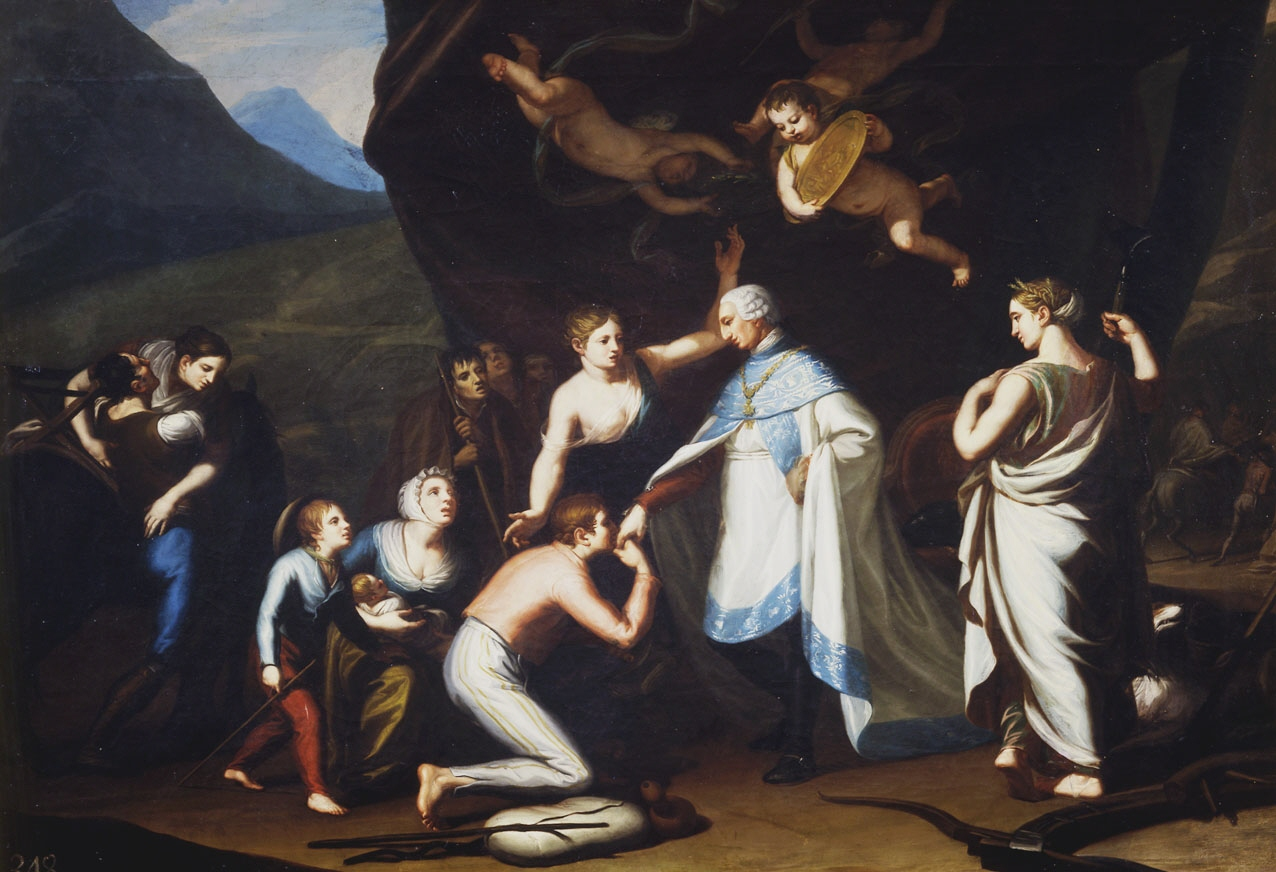
«Carlos III con el hábito de la orden de su nombre recibiendo a los colonos de Sierra Morena», por José de Odriozola y Oñativia. 1805. Óleo sobre lienzo. 100 x 140 cm. Real Academia de Bellas Artes de San Fernando. Madrid.

Alcanzó los grados de brigadier de Infantería, coronel de Artillería y vocal de la Junta Superior Facultativa de este cuerpo. Además fue miembro de la Academia de Nobles Artes de San Fernando.

## Obras
- Compendio de Artillería (1827)
- Curso completo de matemáticas puras (1829)
- Tratado elemental de Mecánica (1832)
- Ensayo sobre la ciencia y las artes del dibujo (1831)
- Mecánica Aplicada a las máquinas operando (1839)
- Mecánica Racional e Industrial (1863)